# Acacia stereophylla
Acacia stereophylla är en ärtväxtart som beskrevs av Meissner. Acacia stereophylla ingår i släktet akacior, och familjen ärtväxter.

## Underarter
Arten delas in i följande underarter:
- A. s. cylindrata
- A. s. stereophylla